# Ил (Рајна)
Ил (фр. Ill) је река у Француској. Дуга је 208 km. Улива се у Рајну. 